# Gustavo Barroso
Gustavo Adolfo Luiz Dodt da Cunha Barroso, cunoscut, mai ales ca Gustavo Barroso (n. 29 decembrie 1888, Fortaleza, Ceará, Brazilia – d. 3 decembrie 1959, Rio de Janeiro, Districtul Federal⁠(d), Brazilia) a fost scriitor și om politic brazilian, asociat cu integralismul brazilian.

## Biografie

### Viață timpurie
Barroso s-a născut în Fortaleza, fiul lui Antônio Filinto Barroso și al Anei Dodt Barroso și a studiat la școlile de zi São José, Partenon Cearense și Liceu do Ceará. A studiat la Facultatea de Drept din Ceará, parte a Universității Federale din Ceará (UFC), absolvind în 1911 Facultatea de Drept din Rio de Janeiro, în prezent, Facultatea Națională de Drept a Universității Federale din Rio de Janeiro (UFRJ). Era pe jumătate german prin naștere, mama sa fiind originară din Württemberg.